# Bitwa pod Sievershausen

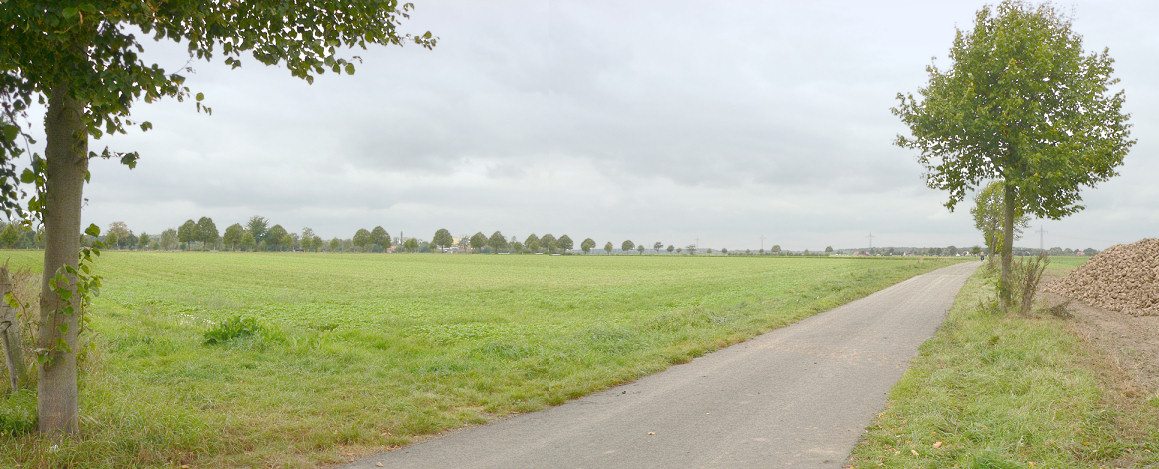
Pole bitwy pod Sievershausen

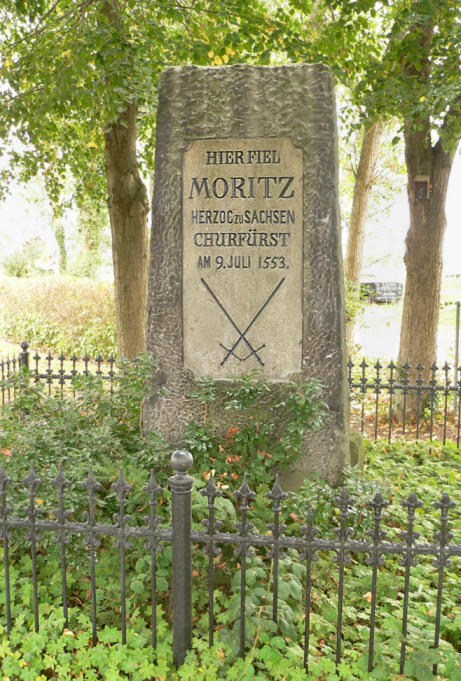
Pomnik na polu bitwy upamiętniający śmierć Maurycego Wettyna

Bitwa pod Sievershausen – bitwa stoczona 9 lipca 1553 roku pod Sievershausen (obecnie część miasta Lehrte, w pobliżu Hanoweru), pomiędzy siłami sprzymierzonych księcia saskiego Maurycego Wettyna i księcia brunszwickiego Henryka II Młodszego, a siłami margrabiego Kulmbach Albrechta Alcybiadesa Hohenzollerna, zakończona zwycięstwem sił sasko-brunszwickich.
Do bitwy doszło podczas wojen religijnych toczących się w XVI w. na terenie Rzeszy. W 1552 r. zawarty został pomiędzy królem Niemiec Ferdynandem I Habsburgiem i księciem saskim Maurycym Wettynem układ w Pasawie kończący trwającą wcześniej wojnę cesarza z książętami protestanckimi. Rozejm ten jednak nie zakończył wojny, albowiem margrabia Kulmbach Albrecht Alcybiades nadal plądrował dobra biskupów katolickich. Ferdynand, przebywający poza Niemcami, nie zamierzał interweniować, przeciwko Albrechtowi zjednoczyli się zatem książęta niemieccy (niezależnie od przekonań religijnych) z Maurycym Wettynem i Henrykiem II Młodszym z Brunszwiku na czele.
W bitwie, którą stoczono pod Sievershausen (obecnie część miasta Lehrte), Albrecht miał przewodzić siłom liczącym 18 tys. ludzi, a książęta saski i brunszwicki - 15,5 tys. ludzi. W bitwie zwycięstwo odnieśli sprzymierzeni książęta, jednak został ranny i zmarł dwa dni po bitwie książę Maurycy Wettyn; zginęło też dwóch najstarszych synów księcia brunszwickiego. Pokonany Albrecht Alcybiades został wkrótce zmuszony do udania się na wygnanie.